# Commanderie de La Villedieu
Ne pas confondre avec la commanderie qui était située à La Ville-Dieu-du-Temple ni avec la commanderie d'origine hospitalière de Villedieu.
La commanderie de La Villedieu est une commanderie hospitalière anciennement commanderie templière, se situe sur le territoire communal d'Élancourt, dans le département français des Yvelines, à seize kilomètres à l'ouest de Versailles. Elle est désignée parfois sous les appellations de « commanderie de La Villedieu-lez-Maurepas», ou encore « commanderie Villedieu près Trappes »,.
Elle marque, depuis Paris, le premier jalon sur la route de Chartres pour les pèlerins se rendant à Saint-Jacques-de-Compostelle.

## Historique

### Fondation
Le village de la Villedieu Lez Maurepas est une commanderie fondée entre 1150 et 1180 par les moines-soldats de l’ordre des pauvres chevaliers du Christ et du Temple de Salomon (dit ordre du Temple), paroisse d’Élancourt, archidiaconé du Pincerais, doyenné de Poissy. La coutume en vigueur sur le territoire de la commanderie était celle de Trappes, antérieure à l’an mille, qui fut règlementée en août 1226 par Pierre d’Auteuil, abbé de Saint-Denis. Parmi certains actes conservés aux Archives nationales et départementales, la pièce la plus ancienne est une confirmation par Arnaud de la Ferté, seigneur de Villepreux, de la donation faite par son vassal Dreux de Villette aux chevaliers du Temple. Cette charte est datée de l'épiscopat de Jean de Salisbury, évêque de Chartres de 1176 à 1180, ce qui signifie que la commanderie existait déjà à cette date.
Gui II, seigneur de Chevreuse de 1149 à 1182, donna en aumône aux Templiers une maison à la Brosse et une autre à la Villedieu. Il faut voir dans cette donation, la fondation même de la commanderie. Mais ce n'est qu'en septembre 1206 qu'est mentionné, pour la première fois, le nom « de la Villedieu de Maurepas », dans un acte d'accord entre les Templiers et l'abbaye de Saint-Denis.

### La commanderie templière
Au XIIIe siècle, l'ordre du Temple possède environ 3 000 commanderies en Europe, dont près de 700 en France. La commanderie de La Villedieu obéit au même schéma d'organisation que les autres sites. Ils se composent généralement, dans la partie nord de la France, de bâtiments à usage divers disposés autour d'une cour centrale dotée d'une pièce d'eau. Ces lieux polyvalents abritaient notamment des activités militaires, agricoles, financières et religieuses. 
On évalue la superficie des possessions acquises par les Templiers à Villedieu à environ 300 arpents de terre (environ 100 hectares) et 110 arpents de bois (un peu moins de 40 ha). Cela fait du site une commanderie de taille moyenne. Celle-ci conserve de la période templière sa chapelle, restaurée aux XXe et XXIe siècles, et un bâtiment dit bâtiment des gardes, possible grange à l'origine.

#### Commandeurs templiers
La maison du Temple de Maurepas fut dirigée par les commandeurs suivants :
| Nom du précepteur                                  | Dates     |
| -------------------------------------------------- | --------- |
| Frère Jean « de Oratorio » (ou Jean de l'Oratoire) | vers 1292 |
| Raoul de Taverny                                   | vers 1307 |

#### Arrestation des Templiers à La Villedieu
À la suite de l'ordonnance royale de 1307 d'arrêter les Templiers de France, Jean de l'Oratoire semble avoir été arrêté à Villedieu, puis incarcéré avec sept autres Templiers à Crépy-en-Valois, au diocèse de Senlis, et y périt.
Raoul de Taverny, alors précepteur de Villedieu, fut arrêté à Paris, puis interrogé le 10 novembre 1307. Il fit partie des 114 Templiers qui, le 3 avril 1310, ont déposé une cédule devant le tribunal pour la défense de l'Ordre.

### La commanderie hospitalière
Lors de la dissolution de l'ordre en 1312, tous les biens de Villedieu-Maurepas furent placés sous l'obédience de la commanderie des Hospitaliers de l'ordre de Saint-Jean de Jérusalem de Louviers-Vaumion située à Omerville. Les terres, la chapelle Saint-Thomas et le grand vivier qui constituaient la commanderie avaient été données en 1181 par Godefroy d'Ambleville aux Hospitaliers.
La coutume en vigueur sur le territoire de la commanderie était celle de Trappes, antérieure à l'an mille, qui fut réglementée en août 1226 par Pierre d'Auteuil, abbé de Saint-Denis. Il n'est pas douteux que certains articles de ce remaniement soient en rapport avec des démêlés entre l'abbaye et les Templiers, dont les possessions se trouvaient enclavées dans les terres dyonisiennes.
Par la bulle Omne datum optimum que saint Bernard leur avait fait accorder, les Templiers jouissaient de privilèges en rapport avec les services qu'ils rendaient ou avaient rendus en Orient. Exemptés d'impôts, de dîmes, dépendants uniquement du pape, exerçant leur propre justice, ils constituaient une entité qui était loin de plaire aux religieux de Saint-Denis et à beaucoup d'autres.
La commanderie, sinon la chapelle, eut beaucoup à souffrir comme tous les environs des bandes de pillards, routiers et écorcheurs, ainsi que de l'occupation anglaise durant la guerre de Cent Ans. Le domaine se trouvait dans un tel état de pauvreté à la fin des hostilités que, ne pouvant plus subvenir à ses propres besoins, il fut directement rattaché au prieuré hospitalier de Saint-Jean de Latran de Paris, dépendant du grand prieuré de France, en 1474.
Durant les guerres de religion, le domaine fut rançonné par les troupes huguenotes en 1567 et 1568.
C'est vraisemblablement vers cette époque qu'il n'y eut plus, et ce jusqu'à la Révolution française, qu'un receveur des terres (en quelque sorte un fermier) à sa tête et que la chapelle, si elle continuait d'être soigneusement entretenue, n'était plus desservie que de temps en temps par un moine de l'Ordre ou par le curé d'Élancourt, tous les jeudis, ainsi que l'atteste un acte de 1750.
Il ne reste aujourd’hui des bâtiments originaux que la chapelle en pierre de meulière qui a été inscrite en 1926 à l’Inventaire supplémentaire des monuments historiques. Les autres bâtiments ont été construits ultérieurement, au cours des XVIIe, XVIIIe et XIXe siècles.

#### Commandeurs hospitaliers
La Villedieu fut dirigée par les commandeurs hospitaliers suivants :
| Nom du commandeur                | Dates |
| -------------------------------- | ----- |
| Frère Thomas Mouton              | 1354  |
| Frère Hue le Pasquier            | 1373  |
| Frère Jehan le Pellier           | 1380  |
| Guillaume Lesbahy                | 1469  |
| Charles des ursins               | 1506  |
| Guillaume Quignon                | 1522  |
| François de Lorraine             | 1549  |
| Pierre de la Fontaine            | 1550  |
| Guillaume de la Fontaine d'Ognon | 1567  |
| Henri d'Angoulême                | 1569  |
| Philibert l'Huillier             | 1577  |
| Bertrand Pelloquin               | 1597  |
| Georges de Regnier               | 1603  |
| Alexandre de Bourbon             | 1620  |
| Guillaume de Meaux               | 1630  |
| Amador de La Porte               | 1639  |

Ensuite, les commandeurs directs de Louviers-Vaumion prirent la relève et se succédèrent jusqu'aux lois des 2 et 4 novembre 1789, relatives aux biens des communautés religieuses.
| Nom du commandeur                                                     | Dates     |
| --------------------------------------------------------------------- | --------- |
| Hugues Rabutin de Bussy                                               | 1645-1647 |
| Jacques de Souvré ou de Souvray                                       | 1647-1670 |
| Henry de la Salle                                                     | 1670-1678 |
| Pierre de Culant ou de Culan, seigneur de la Brosse                   | 1678-1684 |
| François de Noue de Villers ou de Noué de Villiers                    | 1684-1691 |
| Louis Feydeau de Vaugien                                              | 1691-1693 |
| Jacques de Noailles                                                   | 1693-1696 |
| Alexandre-César d'O ou Do                                             | 1696-1709 |
| François le Maire de Parisis-Fontaine                                 | 1709-1717 |
| Adam-Claude Le Tellier                                                | 1717-1722 |
| Joseph de Laval Montmorency de Montigny, ou Delaval-Montmorency       | 1722-1734 |
| Alexandre Thomas du Bois Givry ou Dubois de Givry                     | 1734-1741 |
| Joseph de Lancry Pronleroy                                            | 1741-1751 |
| Jean Bois Roger de Rupierre ou Jean-Charles de Rupières de Bois-Roger | 1751-1771 |
| Louis François de Paule                                               | 1771-1778 |
| Lefebvre d'Ormesson                                                   | 1778-1783 |
| Jacques de Rogres de Champigneulles ou Champignelles                  | 1783-1789 |

### La commanderie après la Révolution française

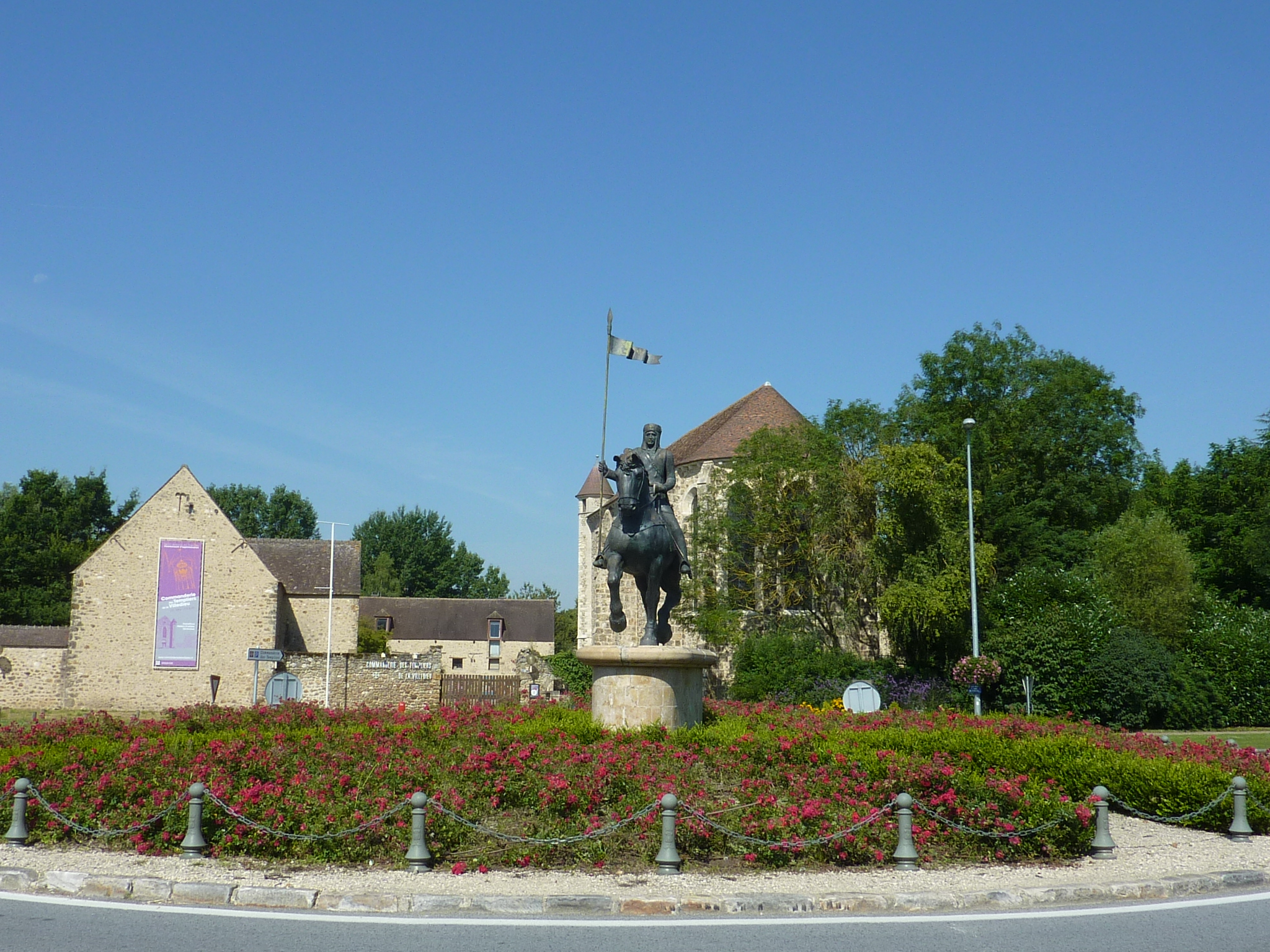
La commanderie de la Villedieu, rond-point de l'ordre des Templiers, Élancourt.

En 1792, la Révolution française confisque les biens français de l'ordre de Saint-Jean de Jérusalem et vend l'ensemble, en tant que bien national. La commanderie devient une ferme et, en 1900, est une des plus importantes de la région avec une douzaine d'ouvriers agricoles à demeure.
À partir de la fin des années 1930, à la suite d'une expropriation, le site va rester à l'abandon jusqu'en 1970, date de la création de la ville nouvelle de Saint-Quentin-en-Yvelines. L'établissement public d’aménagement (EPA) en devient propriétaire en 1972. D'importants travaux de sauvetage et de restauration sont alors effectués de 1971 à 1978. Après avoir abrité un office d’information de l’EPA et un centre culturel à vocation polyvalente, à savoir des expositions, des séminaires, des ateliers et des logements d’artistes ainsi qu'un restaurant, les locaux sont réaménagés. En 2012, un deuxième phase de travaux est entreprise, concernant principalement la chapelle. L'ensemble est la propriété de la communauté d'agglomération de Saint-Quentin-en-Yvelines.

## Possessions
Parmi d'autres dons, la commanderie reçut de Gui II, seigneur de Chevreuse, à sa mort en 1182, les droits sur la terre de La Brosse (près de Lévis-Saint-Nom), donation qui fut confirmée par Simon de Chevreuse, fils du précédent et frère de Milon IV, son aîné, qui ne régna que de 1182 à 1190. De plus, celui-ci leur laissa, en toute propriété, avant son départ pour la troisième croisade, le village de Boullay-les-Troux, le bois des Layes à Auffargis et le haras installé sur le domaine.
La Villedieu était une commanderie rectangulaire, telle qu'elle subsiste, malheureusement amputée d'un de ses côtés. Entourée de murs, elle était défendue par un ru. Ce fossé et les pièces d'eau qui existent encore, en partie du moins, avaient une surface de 4,5 hectares. Ils constituaient non seulement des éléments de protection mais contribuaient largement à l'alimentation de la communauté dont la règle recommandait une faible consommation de viande.
Le domaine de la commanderie ne semble pas avoir considérablement évolué au cours des siècles. On sait qu'en 1757, il comprenait :
- 300 arpents de terres (102,57 ha) ;
- 110 arpents de bois (37,61 ha) ;
- une ferme située à l'entrée du village d'Élancourt.

Le tout pour un revenu total de 2 000 livres.
Ces mêmes données se retrouvent dans l'acte de vente numéro 829 du 28 Fructidor an III au registre des biens nationaux de Montfort-l'Amaury :
« Une ferme appelée la Villedieu, située commune d'Élancourt, route de Chartres, avec tous ses bâtiments en dépendant et cours et jardins, clos de murs. Plus 300 arpents environ de terres en une seule pièce et 13 arpents de rigolles ; servant de pâturages laditte ferme bâtie sur laditte pièce de 300 arpents.
Appartenant au ci-devant ordre de Malthe.
Adjudicataire : Mignon, marchand de biens aux Mesnuls pour Jean François Le Roux demeurant a Neauphle-le-Château.
Montant : 3 004 000 livres. »

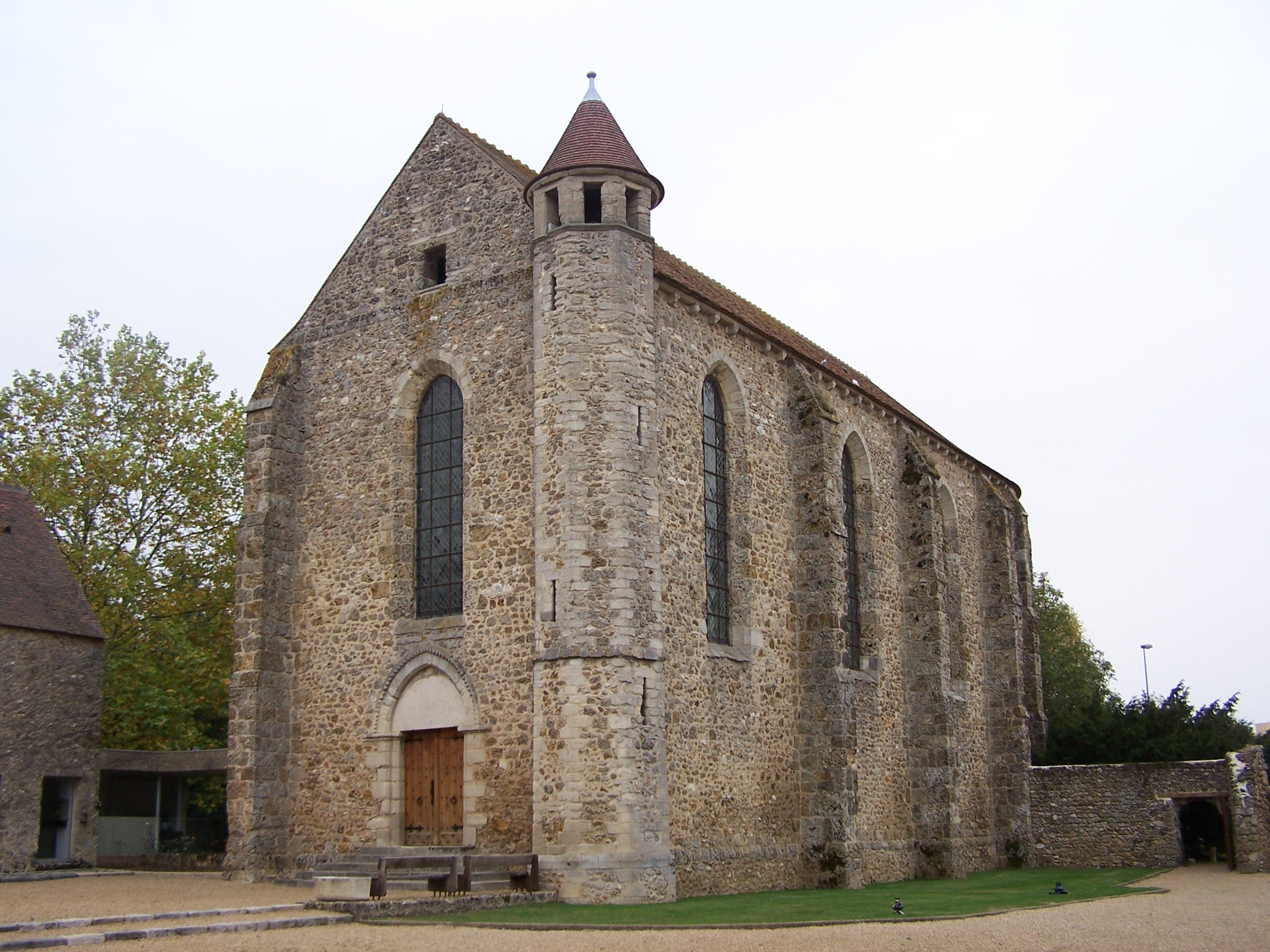
L'entrée de la chapelle, façade ouest.
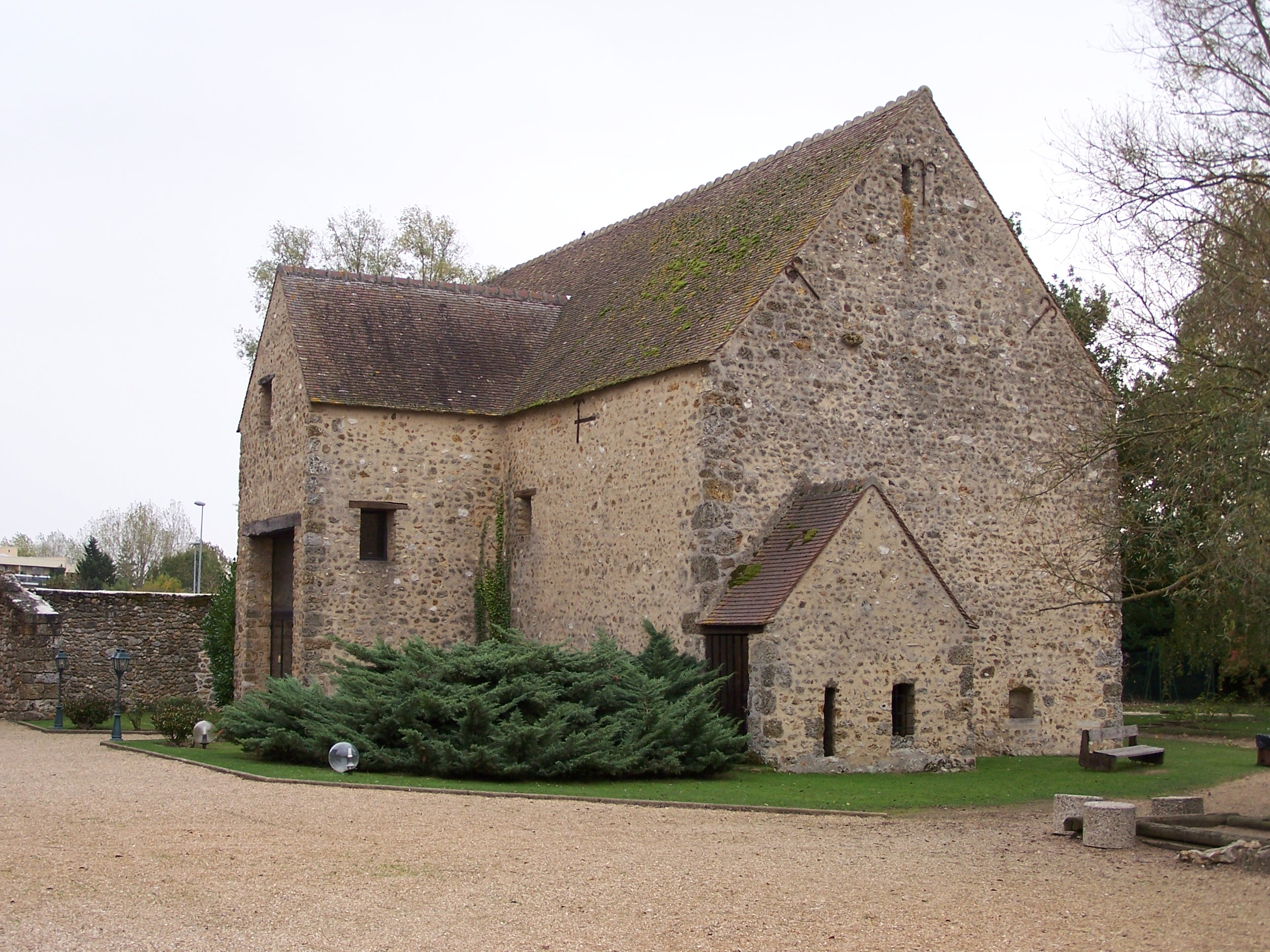
Le bâtiment dit « des gardes » au sud de la chapelle, aujourd'hui salle d'exposition.
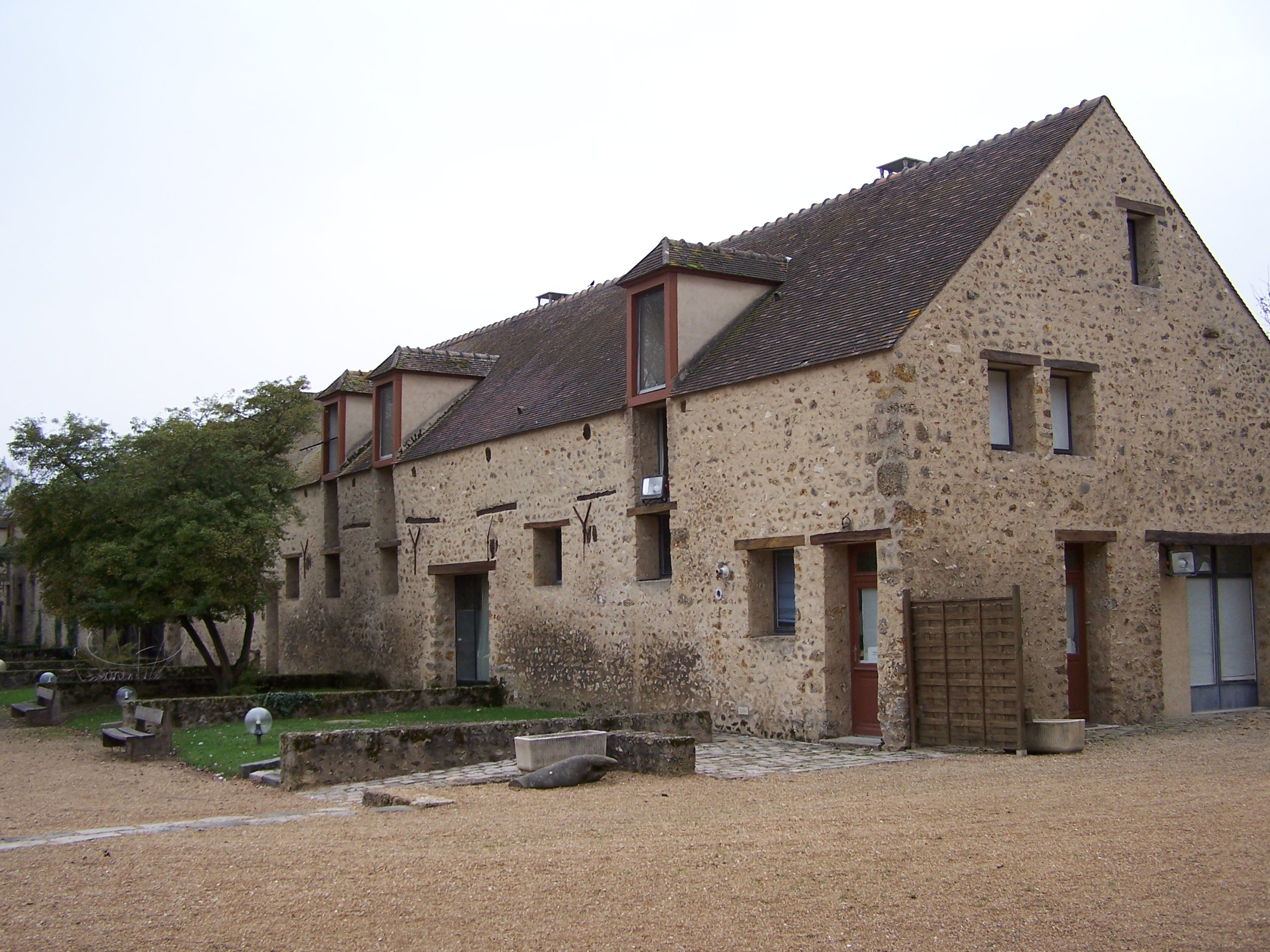
Le bâtiment côté ouest de la cour, face à l'entrée.
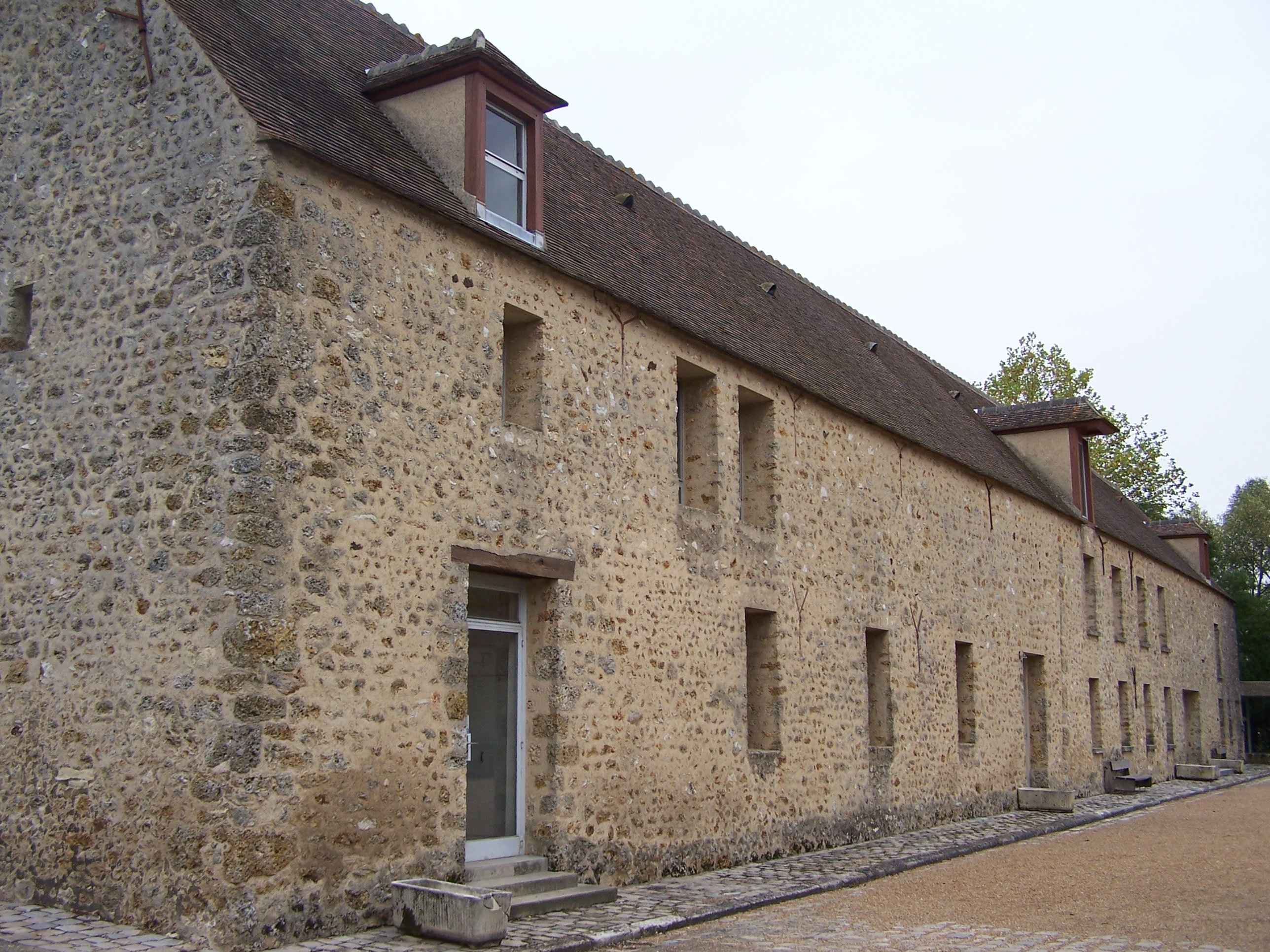
Le bâtiment côté nord de la cour.
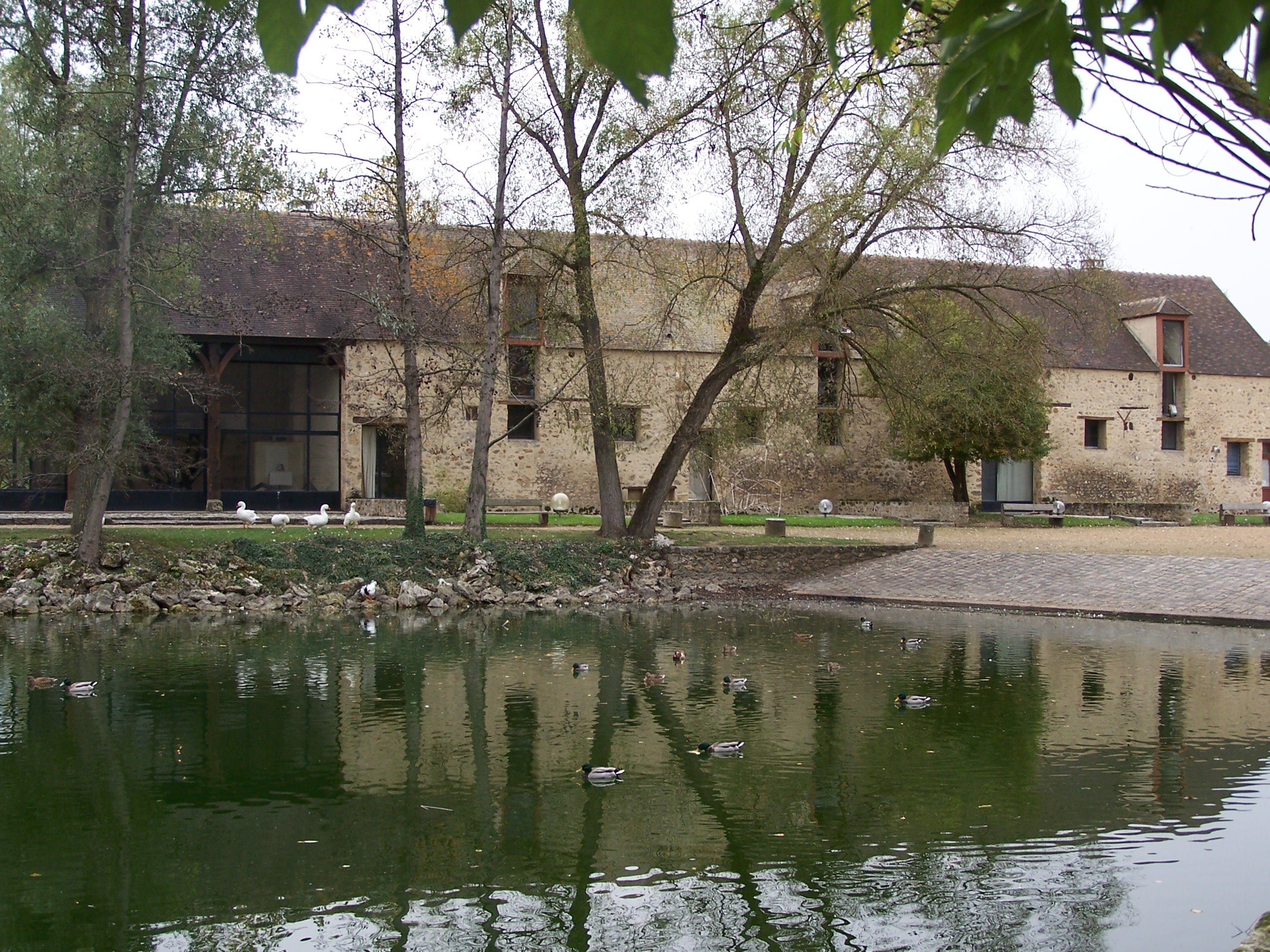
L'abreuvoir, côté sud de la cour.

### La chapelle

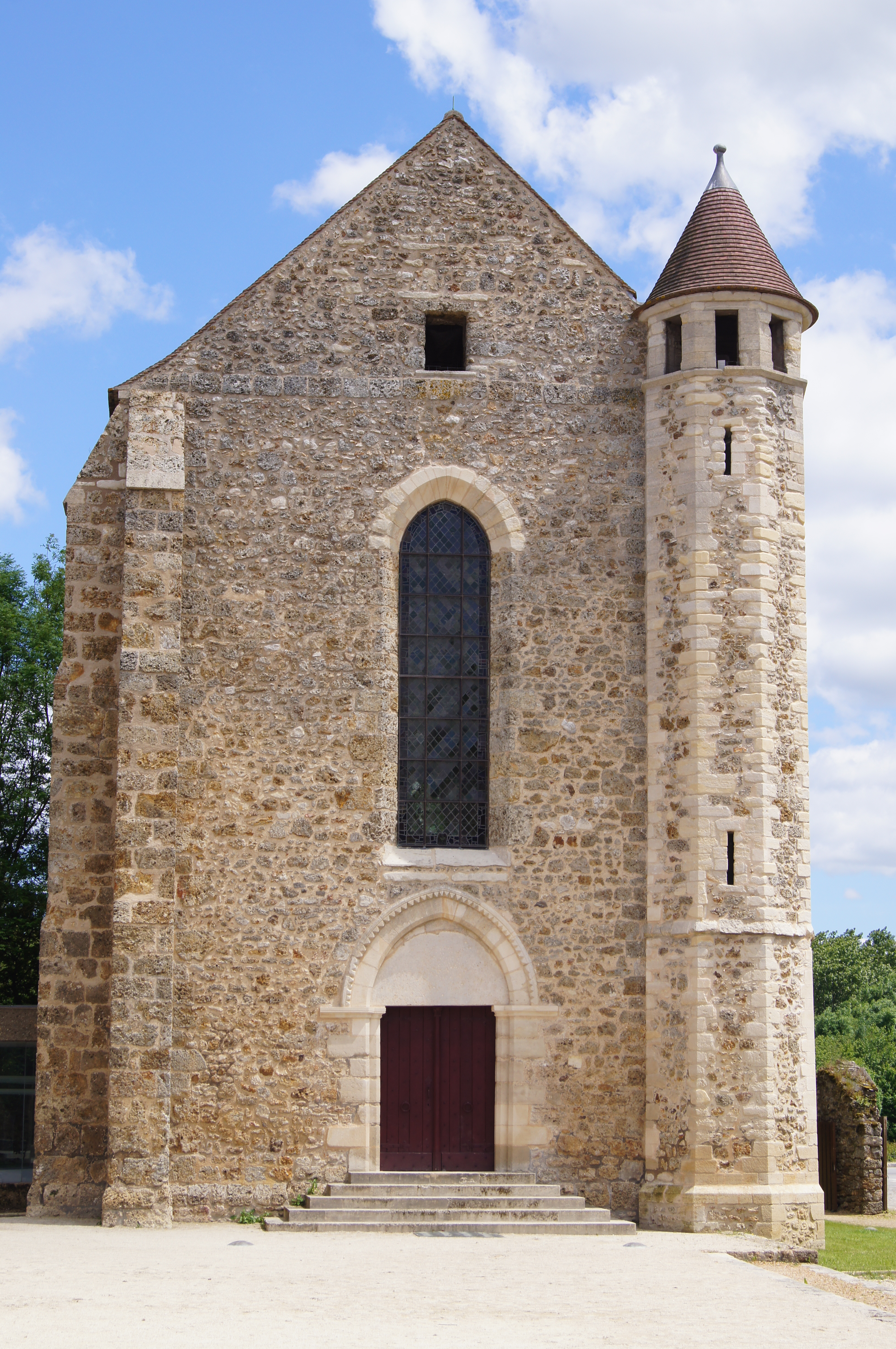
Portail Ouest - Chapelle de la commanderie.
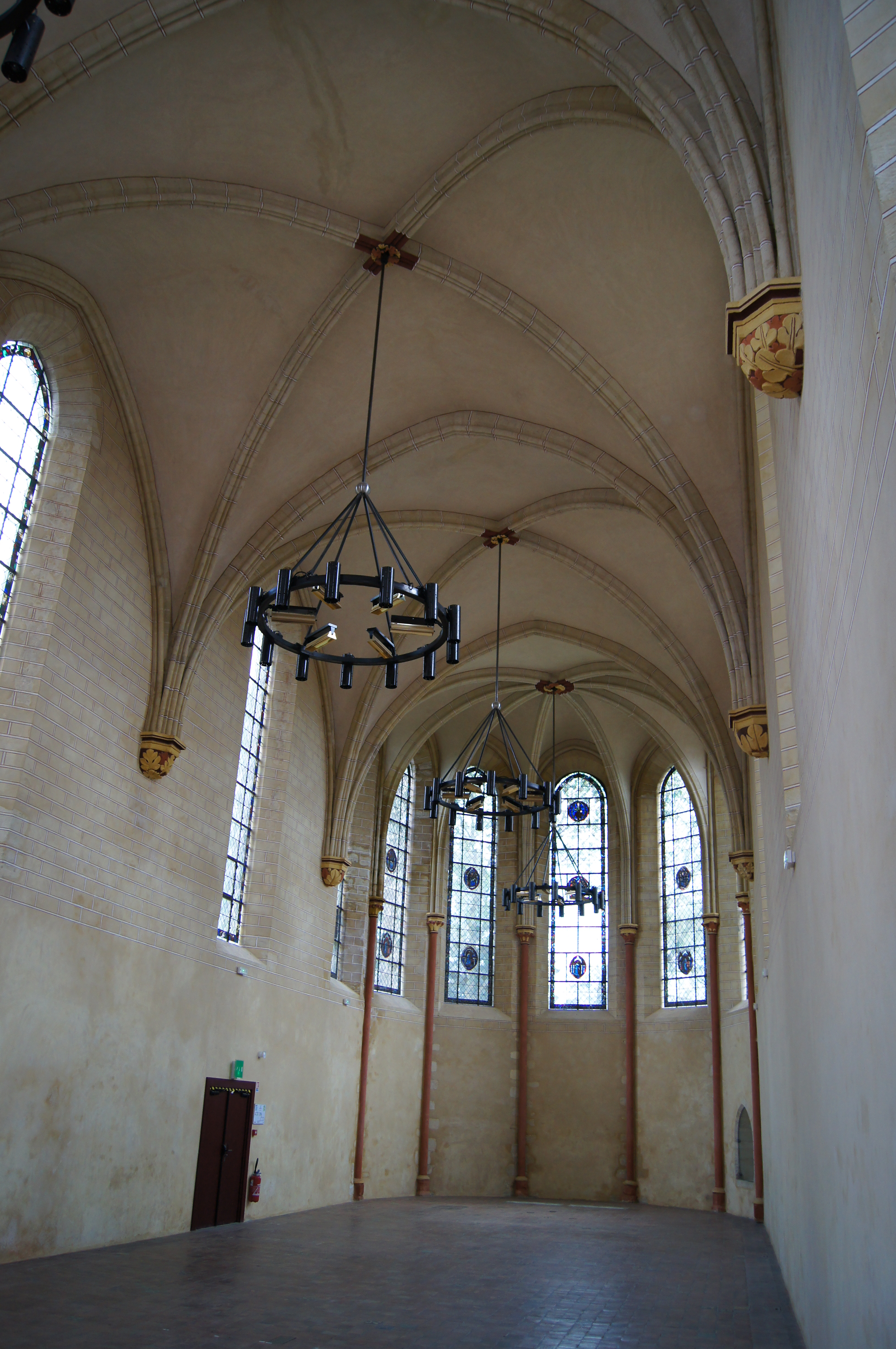
Intérieur de la chapelle.
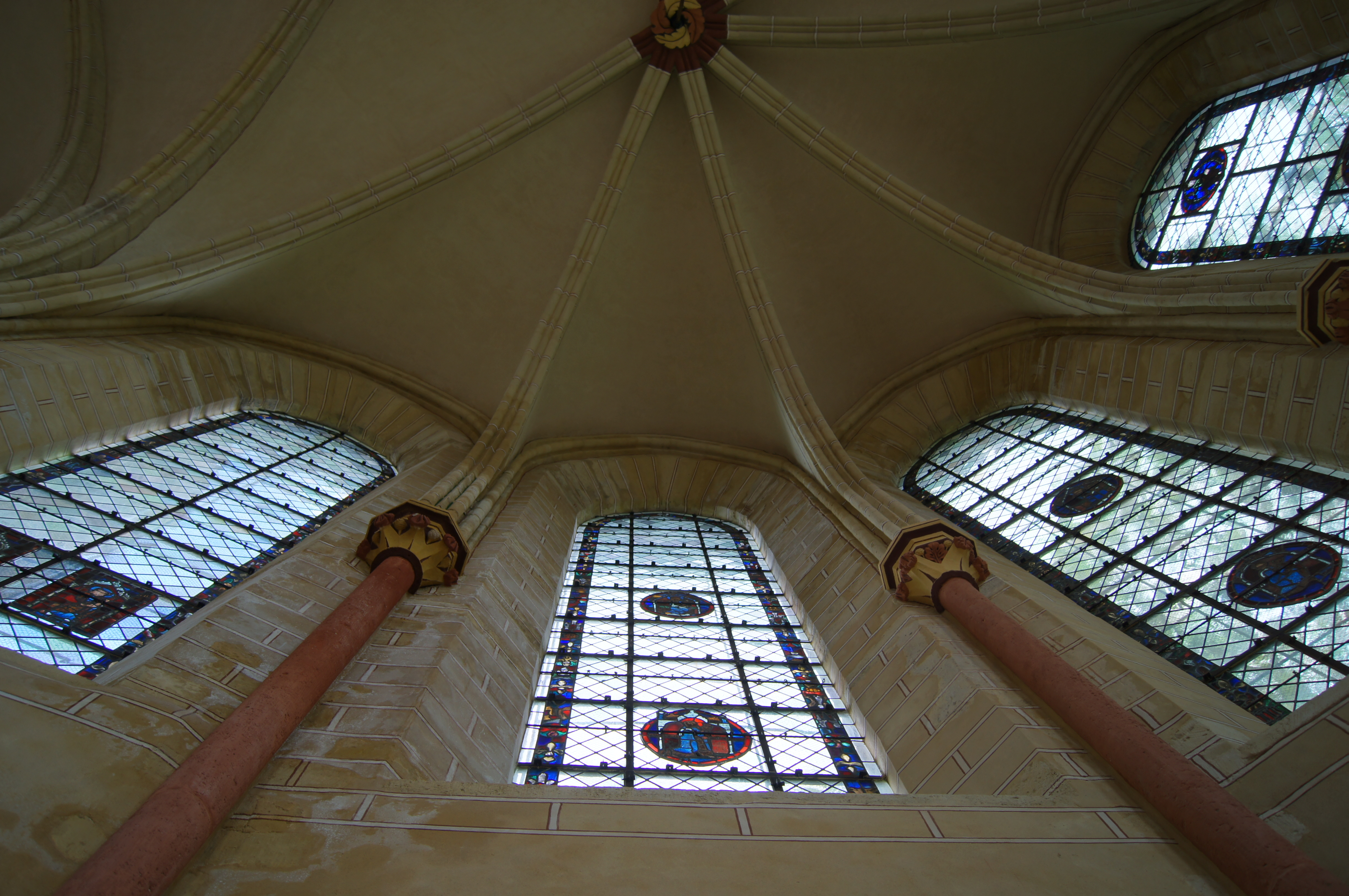
Voute de la chapelle.
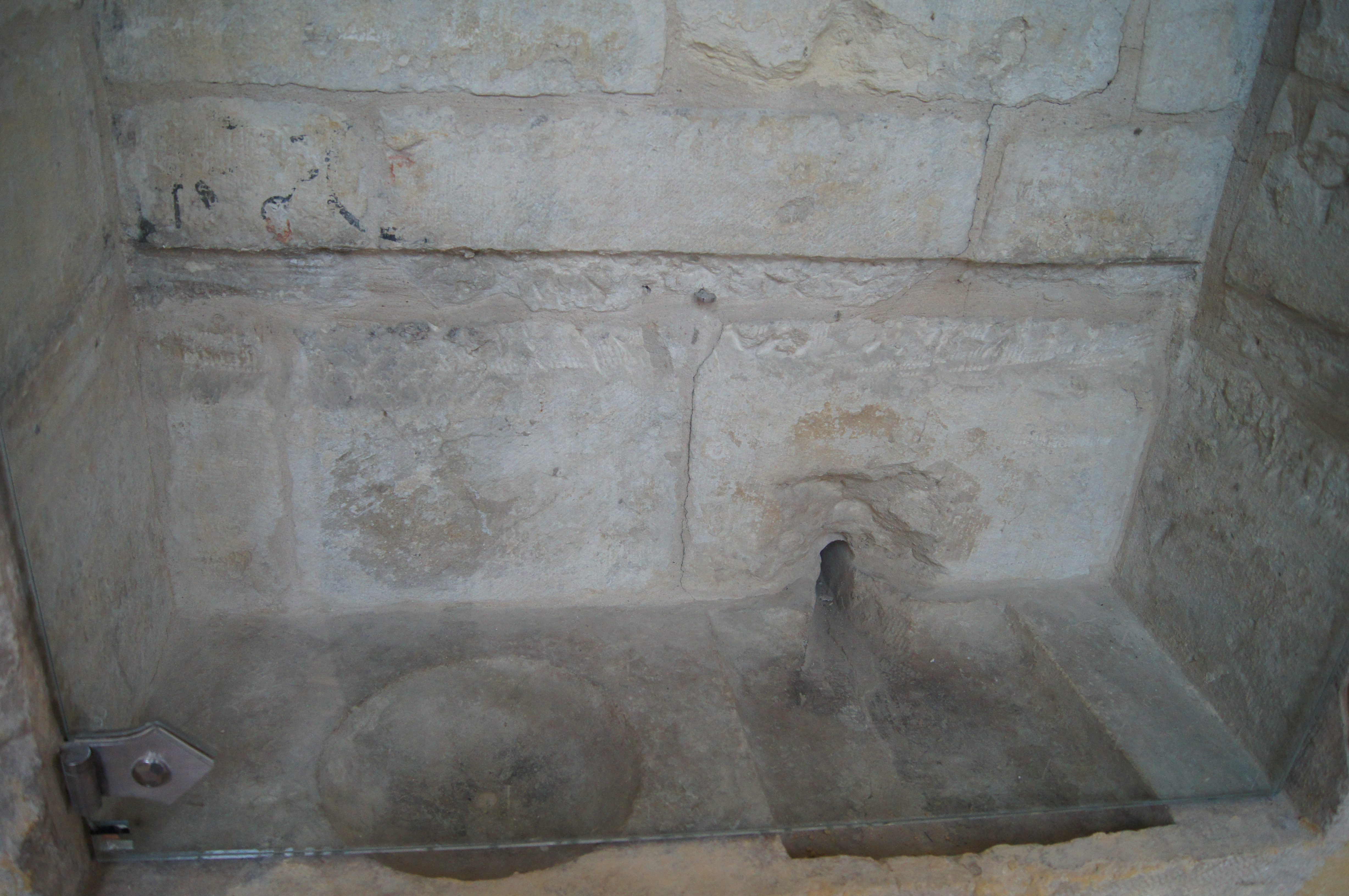
Piscine d'église à 2 bassins, avec évacuation vers l'extérieur.
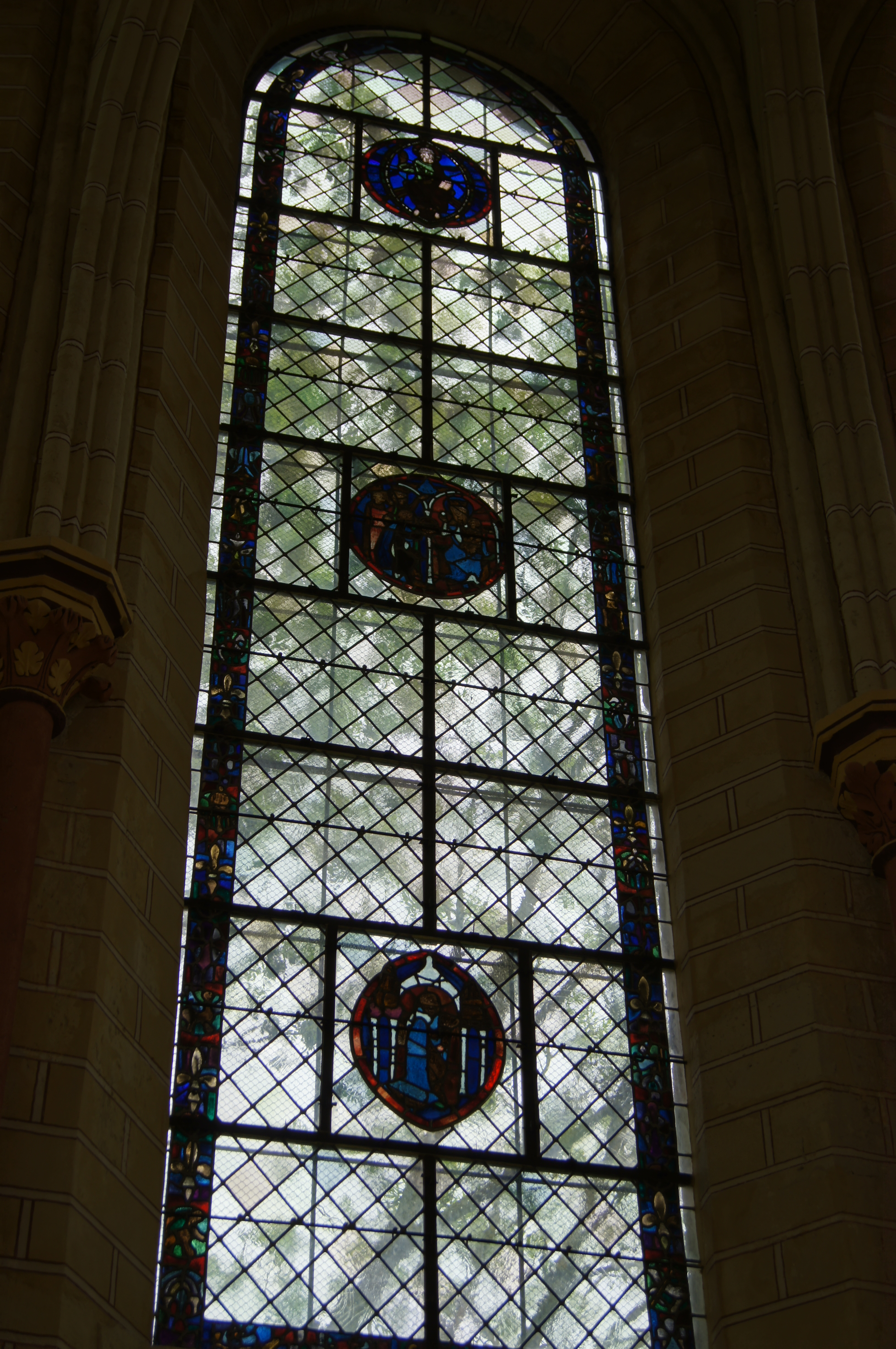
Vitrail rénové avec incrustation des médaillons originaux de la commanderie templière du Val-de-la-Haye.

La chapelle de la Villedieu, qui est le dernier témoin médiéval de la région, est un édifice de 28 mètres sur 8. Sa hauteur intérieure primitive était de 11,80 mètres à la croisée des ogives.
Les façades sont percées de 14 fenêtres ogivales de 6 mètres sur 1,40 mètre, séparées par des contreforts montant jusqu'au toit d'ardoise. Il est rare qu'une chapelle soit éclairée avec de si grandes ouvertures. Ces fenêtres furent bouchées par les fermiers qui ouvrirent, selon leurs besoins, des portes et bâtirent des appentis.
Au-dessus de l'unique ouverture de la façade ouest, on trouve un porche surmonté d'une archivolte sculptée en pointe de diamant, signature du XIIe siècle. Cette arcade repose sur deux consoles peu saillantes.
À sa droite et au pignon, une tourelle octogonale, dont l'accès se retrouve à l'intérieur de la chapelle, est coiffée d'un toit conique. Son escalier à vis, éclairé par des meurtrières, conduit au sommet se terminant en lanterneau. On rencontre rarement ce genre de tourelle dans les commanderies ; elles sont généralement de surface circulaire. La construction octogonale est considérée comme une architecture marquant un endroit initiatique privilégié. Nous savons que des frères du Temple avaient été intronisés à Villedieu, cérémonie qui n'avait pas lieu dans toutes les commanderies. Dans nombre de chapelles comportant une telle tourelle, cette dernière est incorporée « à l'intérieur » et n'est visible qu'à partir du toit à la manière d'une cheminée.
Sur la façade sud de la travée la plus proche du chœur, s'ouvrait autrefois une porte secondaire qui, si l'on considère les plans habituels des commanderies, devait donner accès au logis du commandeur.
À l'intérieur, l'abside est à cinq pans. Les six arcs de voûte, soigneusement moulurées, reposent sur de graciles colonnettes dont les astragales supportent des chapiteaux ornés de feuilles ou de crochets.
Vers la droite du chevet, sous une arcade ogivale, s'ouvre dans l'épaisseur du mur une piscine d'église à deux cuvettes : ronde et carrée.
Trois travées d'égales dimensions succèdent au chœur. Leurs arcs sont portés par des culs-de-lampe en encorbellement décorés de feuillages différents à chaque élément : feuilles d'eau, de chêne, de trèfle.
Les clés de voûte sont toutes sculptées et il semble qu'elles comportaient des motifs issants qui ont disparu.
Le sol a été plusieurs fois remanié ; abaissé lorsque la chapelle fut transformée en grange, on y découvrit huit pierres tombales qui furent sans doute récupérées comme matériau de construction. Le sol fut relevé à son niveau initial lors de travaux de restauration ; on y découvrit des fragments du dallage originel.
Des restes de vitraux furent également découverts. D'une grande simplicité, ainsi qu'il convenait au cadre de la chapelle, des médaillons en provenance de Saint-Denis, ont été incorporées à l'ensemble du chœur.
Cette chapelle n'est dédiée à saint Jean-Baptiste qu'après son transfert aux Hospitaliers.

### Borne templière

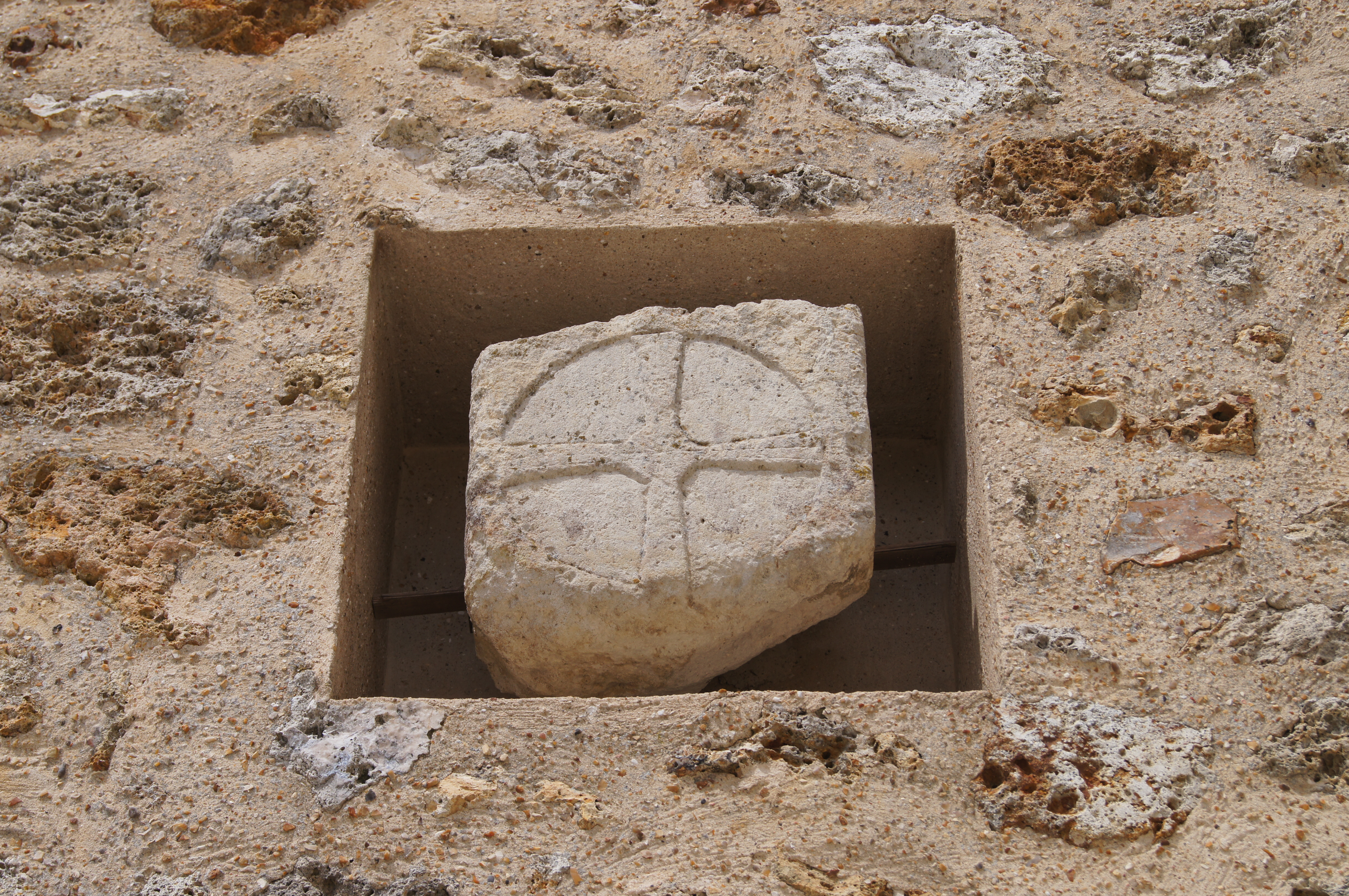
Borne templière de la commanderie de la Villedieu.

Lors des travaux de restauration dans les années 1970, une pierre gravée sur les deux faces d'une croix templière, inscrite dans un cercle, a été retrouvée. Tout comme à Westerdale ou à Arveyres, ces croix servaient très certainement de bornes territoriales.
On peut voir cette borne aujourd'hui insérée dans la façade d'un bâtiment face à la chapelle, avec les deux faces visibles.
Cette croix pattée cerclée dans un disque de pierre n'est pas sans rappeler la croix monumentale implantée sur la place d'Omerville, rebaptisée « croix fromage » (inscrit monument historique en 1927), car un marché aux fromages s'était établi place Saint-Martin au XIXe siècle. L'origine incertaine de cette croix monumentale pourrait donc être la commanderie de la Villedieu-Maurepas, seule commanderie templière rattachée à celle de Louviers-Vaumion en 1312.